# Shaun Goater
Shaun Goater, MBE, né le 25 février 1970 à Hamilton (Bermudes), est un footballeur international bermudien qui évolue au poste d'attaquant pour plusieurs clubs anglais entre 1989 et 2006.
Goater découvre le football professionnel à Manchester United et fait ses débuts en championnat en 1989 après son transfert à Rotherdam United. Il joue sept ans à Rotherham avant de partir pour Bristol City en 1996. Deux ans plus tard, il rejoint Manchester City. Il y marque plus de 100 buts entre 1998 et 2003 et termine meilleur buteur du club lors de quatre saisons consécutives. Après son départ du club, il joue pour trois clubs anglais, Reading, Coventry City et Southend United avant de prendre sa retraite en mai 2006.
Au niveau international, il représente les Bermudes de 1987 à 2004. La fédération des Bermudes le considère comme le meilleur buteur de son histoire, bien que le nombre exact de ses buts reste inconnu, faute d'archives.
À la fin de sa carrière de joueur, il co-fonde les Bermuda Hogges, une équipe basée aux Bermudes évoluant en troisième division américaine. Il devient ensuite entraîneur dans son club de jeunesse North Village CC, puis retourne en Angleterre pour y entraîner des équipes de divisions inférieures.

## Biographie

### Jeunesse
Goater naît dans la capitale des Bermudes, à Hamilton, et y passe son enfance avec sa mère Lynette, elle-même footballeuse, sa grand-mère et deux de ses tantes. Les révoltes qui suivent l'assassinat du gouverneur des Bermudes Richard Sharples marquent son enfance. Il grandit dans une banlieue pauvre de Hamilton où il fréquente des jeunes impliqués dans le trafic de stupéfiants, mais la notoriété de sa grand-mère dans le quartier lui permet d'éviter d'être mêlé à la violence et à la délinquance. À 10 ans, il suit sa mère à Marsh Folly, un autre quartier d'Hamilton situé au cœur de la ville. Il y rencontre Andrew Bascome qui, lui-même footballeur de sept ans son aîné, devient son mentor et avec qui il s'entraîne régulièrement. Il découvre le football anglais en avril 1987, alors qu'il rejoint la Saltus Grammar School pour participer à un camp de football et de basket-ball. Il y passe deux semaines à jouer contre diverses équipes de lycées anglais, parmi lesquelles l'équipe des jeunes de Leicester City. À 17 ans, il quitte le foyer familial pour continuer son éducation aux États-Unis, où il obtient une bourse d'études afin de pratiquer le football au lycée de Columbia (en), dans le New Jersey. Alors qu'il est aux Bermudes durant les vacances de Thanksgiving, des recruteurs de Manchester United repèrent Goater et l'invitent à un essai en Angleterre. Avec les encouragements de sa mère, il accepte l'invitation et abandonne ainsi ses études. Au moment du test, Goater évolue en tant que milieu offensif et non pas comme attaquant.

### Carrière en club

#### Débuts

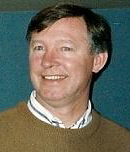
Alex Ferguson est le premier entraîneur de Goater en Angleterre.

L'essai à Manchester United s'avère concluant et Goater signe son premier contrat professionnel pour les Red Devils. Il quitte le club en 1989 sans avoir joué le moindre match et signe pour Rotherham United, qui évolue en troisième division anglaise. À l'époque, Goater éprouve de la peine à s'adapter au climat anglais et souffre du mal du pays : « Cela m'a pris bien deux ans pour m'habituer à la vie en Angleterre. Au début, je trouvais qu'il n'y avait pas assez de soleil et que ce pays n'était pas fait pour moi. » Néanmoins, il finit par s'y habituer et au fil des années, il gagne une réputation de buteur fiable, marquant 86 buts en 262 matchs, avec comme point culminant une victoire finale en Auto Windscreens Shield, une coupe réservée aux clubs de troisième et quatrième divisions anglaise. En 1993, Goater connaît un prêt d'un mois au Notts County FC, club de deuxième division anglaise, mais des problèmes de permis de travail l'obligent à quitter le club après un seul match. Après la finale de l'Auto Windsreens Shield, Goater a un différend avec l'entraîneur de Rotherham Archie Gemmill. De plus, les dirigeants ne sont pas disposés à lui accorder un meilleur salaire. Il décide ainsi de quitter le club à la fin de son contrat, en 1996.
Durant l'inter-saison 1996, Goater reçoit des offres du club espagnol du CA Osasuna et des sud-coréens Suwon Samsung Bluewings mais, jeune marié, il décide de rester en Angleterre. Peu après, il signe au Bristol City FC, club de troisième division anglaise, pour 175 000 £. Il s'acclimate très vite à Bristol, notamment grâce à la présence de Gregory Goodridge et à la situation de la ville, en bord de mer. Il marque lors de son premier match pour le Bristol City FC, pour lequel il inscrit 23 buts au cours de la saison. Bristol City finit la saison à la cinquième place et se qualifie ainsi pour les barrages, qu'il perd contre Brentford FC. La saison suivante, Bristol parvient à atteindre la promotion en deuxième division, et Goater marque régulièrement, au point d'être inclut dans l'équipe-type de la saison de la division par la Fédération anglaise (FA). En deux ans chez les Robins, il marque 45 buts en 81 matchs. Le 26 mars 1998, dans les derniers instants du mercato, Goater signe à Manchester City pour la somme de 400 000 £ avec un bonus de 100 000 £ au cas où le club mancunien évite la relégation en fin de saison.

#### Manchester City
Goater rejoint Manchester City à un moment trouble de l'histoire du club. L'entraîneur Joe Royle vient d'être engagé pour empêcher le club d'être relégué en troisième division pour la première fois depuis sa création. Lors de son arrivée, Goater déclare pouvoir marquer 25 buts lors de sa première saison, déclaration que les fans n'apprécient pas. Goater se sent alors peu apprécié au club. Il finit par consulter un psychologue sportif et prend exemple sur son coéquipier Paul Dickov, un joueur adoré par les supporters de City. Cela lui permet d'adapter son jeu et de devenir plus agressif lors des phases sans le ballon. Goater marque trois buts lors des sept derniers matchs de la saison 1997-1998 mais ne parvient pas à empêcher la relégation du club. La saison suivante, il marque 21 buts et parvient à gagner le soutien de ses supporters. Ces derniers lui dédient un chant : Feed the Goat and he will score (Nourrissez la Chèvre [surnom de Goater] et Il marquera) sur le rythme de Cwm Rhondda. En fin de saison, Manchester City remporte la finale des barrages aux tirs au but à Wembley face à Gillingham et remonte ainsi en deuxième division. Goater termine la saison en tant que meilleur buteur du club.
Goater exécute une saison 1999-2000 encore plus réussie en terminant une fois encore meilleur buteur du club, cette fois avec 29 buts. Les supporters de City l'élisent meilleur joueur de la saison alors que Manchester City décroche une deuxième promotion de suite. Durant l'été 2000, les Bermudes déclarent le 21 juin Shaun Goater Day afin de récompenser son travail « acharné et dévoué ». La saison suivante, une blessure et la présence des nouveaux arrivants Paulo Wanchope et George Weah l'obligent à attendre trois mois pour faire sa première apparition en Premier League. Encore une fois membre titulaire de l'équipe première, Goater termine pour la troisième saison consécutive meilleur buteur de Manchester City, mais ses onze buts ne parviennent pas à sauver l'équipe de la relégation.

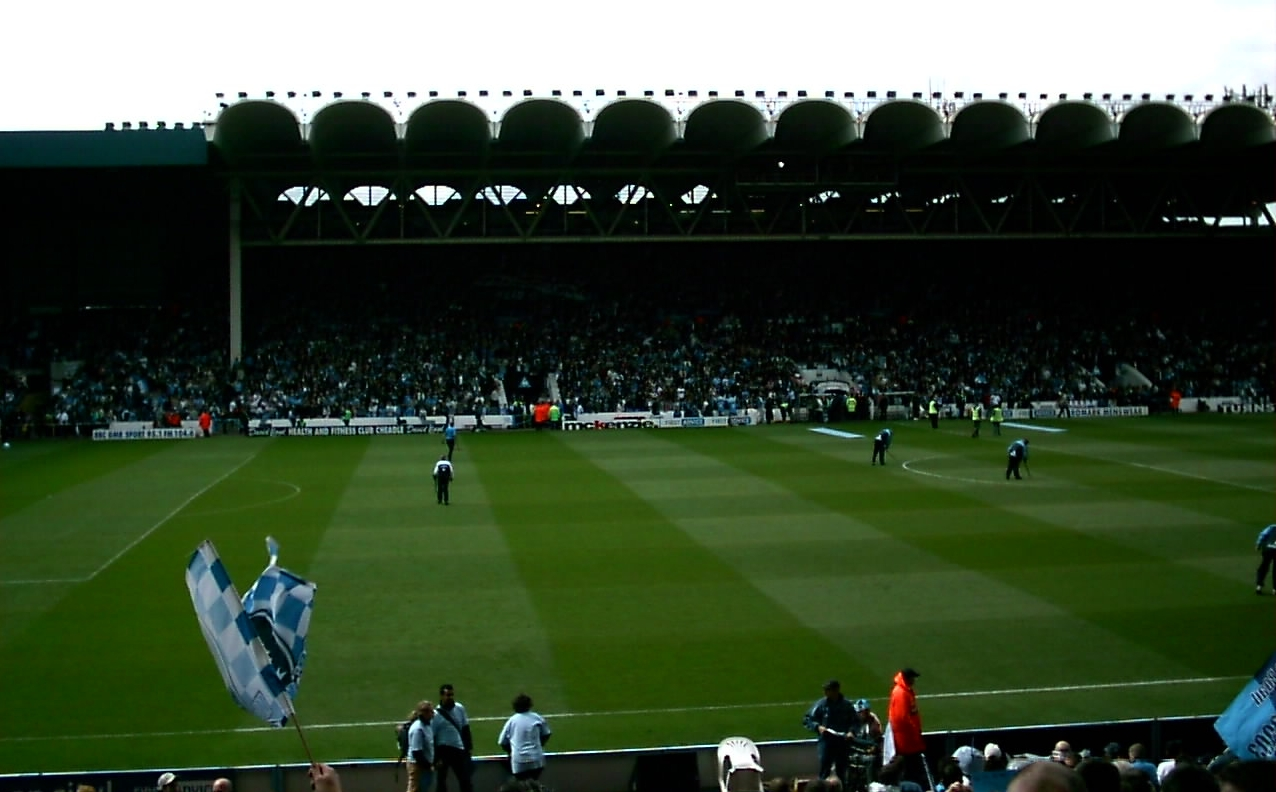
Goater marque son centième but pour Manchester City à Maine Road face au rival Manchester United.

La saison suivante, Kevin Keegan remplace Royle comme entraîneur et Goater devient le premier joueur du club à marquer plus de 30 buts dans une saison depuis Francis Lee en 1972. Manchester City remporte la deuxième division et revient ainsi en Premier League. Goater termine meilleur buteur du championnat et meilleur buteur de Manchester City pour la quatrième fois d'affilié.
En été 2002, les transferts records de Jon Macken (en) et Nicolas Anelka font naître la rumeur d'un départ pour Goater. Malgré tout, Goater reste au club, mais son temps de jeu se voit limité. Il est titulaire à quatorze occasions et marque sept buts, dont son centième pour le club lors d'un derby face à Manchester United. En février 2003, Goater marque le but par un remplaçant le plus rapide de l'histoire de la Premier League, face à United encore, juste 9 secondes après son entrée en jeu.
Quelques mois avant la fin de la saison 2002-2003, Goater annonce sa volonté de quitter le club une fois la saison terminée. Pour son dernier match, il demande à être capitaine de l'équipe pour le dernier match de Manchester City à Maine Road. En cours de match, son entraîneur le remplace et il reçoit une ovation de la part du public. Au total, Goater a marqué 103 buts en 212 matchs pour Manchester City. Après son départ, Goater critique Keegan, car il estime ne jamais avoir reçu d'éloges de son ancien entraîneur.

#### Fin de carrière

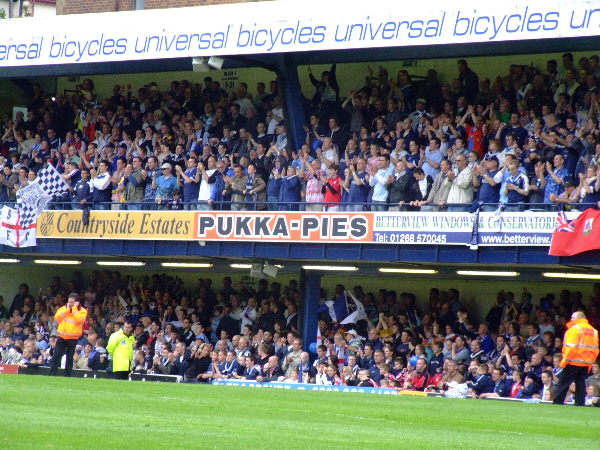
Goater joue son dernier match en Angleterre devant le public de Southend United.

Goater signe pour Reading le 1er août 2003. Au moment du transfert, le président de Reading John Madejski décrit Goater comme étant le « transfert le plus important de l'histoire du club ». Peu après son arrivée, l'entraîneur de Reading Alan Pardew quitte le club pour West Ham United et son remplaçant, Steve Coppell compte sur Nicky Forster (en) pour le rôle d'attaquant de pointe. Goater termine la saison comme meilleur buteur du club avec 14 buts en 38 matchs. Il joue peu la saison suivante. Alors qu'il est sélectionné avec les Bermudes, un de ses coéquipiers se blesse et l'adjoint de Coppell lui promet une place de titulaire pour le prochain match. Il renonce alors à représenter son pays, mais passe finalement le match sur le banc et n'entre pas en jeu. Des rumeurs sur l'avenir de Goater commencent à circuler et Coppell finit par annoncer qu'il ne compte plus sur lui. Pour sa deuxième saison à Reading, Goater ne joue que onze matchs et marque un but avant de partir en prêt à Coventry City en janvier. Il y joue 6 matchs et ne marque pas mais apprécie tout de même son passage au club. De retour à Reading, il décide qu'il veut encore jouer une saison et signe en League One à Southend United. Il sert de mentor à Freddy Eastwood et aide le club à obtenir une seconde promotion consécutive en marquant onze buts. Il joue son dernier match le 6 mai 2006 contre son ancien club Bristol City, face à environ 400 supporters de Manchester City qui voyagent à Southend-on-Sea pour l'occasion.
Après sa retraite professionnelle, Goater retourne aux Bermudes et reçoit l'accueil du premier ministre Alex Scott à son arrivée. Une semaine plus tard, Southend organise un match amical face à l'équipe des Bermudes en l'honneur de leur ancien attaquant. Il joue une mi-temps pour chaque équipe, marquant deux buts pour Southend et un pour les Bermudes. Dès sa retraite, Goater étudie en vue d'obtenir une licence B d'entraîneur. Le 14 septembre 2006, Goater, Kyle Lightbourne et la United Soccer Leagues annoncent qu'une équipe évoluant dans la troisième division américaine va voir le jour aux Bermudes sous le nom de Bermuda Hogges. Goater évolue dans ce club en tant que président-joueur. Il y joue neuf matchs et quitte le club en 2008 afin de se concentrer sur la formation de jeunes joueurs avec le North Village Community Club dans sa ville natale.
En Angleterre, il fait des apparitions dans les médias couvrants la région de Manchester, par exemple dans le programme officiel de Manchester City ou dans l'émission radio de la BBC Radio Manchester Blue Tuesday.

### Carrière internationale
Goater commence sa carrière internationale avec l'équipe des moins de 18 ans des Bermudes lors d'un tournoi à Belize. Il y découvre le football international en affrontant les moins de 18 ans des hôtes ainsi que ceux du Guatemala. Il évolue également pour les moins de 19 ans à l'occasion de quelques matchs. Il participe finalement à un tournoi pour les moins de 21 ans durant lequel son entraineur le prend à part et lui demande de changer son jeu, jugé trop tape-à-l'œil et pas assez efficace pour son rôle de buteur.
Goater fait ses débuts avec l'équipe première des Bermudes le 18 avril 1987 face au Canada à l'occasion des qualifications pour les jeux panaméricains de 1987,, se soldant par une défaite (0-1). Durant sa carrière internationale, la Fédération des Bermudes de football ne garde pas d'archives, le nombre de sélections et de buts de Goater est donc impossible à déterminer clairement. Il est cependant reconnu comme meilleur buteur de l'histoire de sa sélection.
Goater joue la plupart de ses matches avec la sélection des Bermudes durant la pause estivale de ses clubs, évitant ainsi de s'absenter durant le championnat anglais. Durant la saison 1992-1993, il s'absente huit semaines de son club pour disputer les qualifications pour la Coupe du monde 1994. Malgré cela, les Bermudes terminent derniers de leur groupe composé de la Jamaïque, du Canada et du Salvador.
Goater participe à son dernier match en 2004, face au Salvador, à l'occasion du premier tour de la phase qualificative de la Coupe du monde 2006. Goater se blesse au mollet après 10 minutes de jeu et les Bermudes perdent le match aller 2-1. Il assiste ainsi depuis les tribunes à l'élimination de son pays lors du match retour, un nul 2-2.
Lors des réunions de l'équipe des Bermudes, Goater est souvent le seul joueur professionnel présent. Le journaliste bermudien Chris Gibbons a décrit la différence entre Goater et ses coéquipiers : « Avant d'aller en Angleterre il était juste rapide, maintenant c'est un joueur totalement différent, beaucoup plus agressif et plus fort de la tête. Le problème c'est qu'il crée des occasions de buts pour les autres mais ils ne sont pas sur la même longueur d'onde. » Pour Goater, les déplacements avec son équipe nationale ont des effets négatifs sur lui : « Je perdais ma forme quand j'étais avec l'équipe de Bermudes. C'était comme être en vacances. L'équipe mangeait ce qu'elle voulait. Je m'en tenais à mon régime professionnel pendant deux ou trois semaines et puis je craquais. »

### Carrière d'entraîneur
Alors qu'il est joueur, Goater ne s'imagine pas entraîner plus tard. Il pense que le football évolue trop vite et que les managers n'ont pas assez de temps pour imposer leurs idées. Malgré cela, en 2008, il accepte le rôle d'entraîneur de l'équipe première de son club d'enfance, le North Village Community Club. Il y découvre sa passion pour le rôle d'entraîneur et remporte sept trophées en cinq ans à la tête du club. En décembre 2012, son contrat se termine et il décide qu'il est temps pour lui et sa famille de retourner en Angleterre,. Ce faisant, il étudie en vue d'un diplôme UEFA licence A, et profite de son lien avec Manchester City pour observer les sessions d'entraînement de Manuel Pellegrini avec l'équipe première et de Patrick Vieira avec les moins de 21 ans.
Le 8 août 2015, le club anglais New Mills AFC enrôle Goater au poste d'entraîneur-adjoint d'Andy Fearn en neuvième division. Après neuf défaites en neuf matchs, Fearn et Goater démissionnent de leur poste. Le 17 février 2017, Goater devient entraîneur du FC Ilkeston, également en neuvième division. Il apprend dès son arrivée au club que les dirigeants ne payent plus les joueurs depuis décembre 2016. En fin de saison, ses joueurs refusent de se déplacer pour un match face au Workington AFC à cause des salaires impayés. Durant l'été qui suit, le président place le club en liquidation. Malgré l'arrivée de nouveaux investisseurs et la refonte du club, Goater perd son poste durant la revente.

### Vie privée

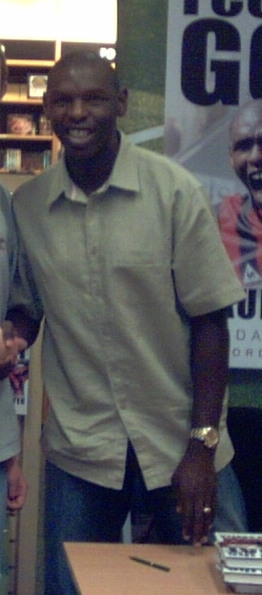
Shaun Goater, en 2006, à une séance de dédicace pour son livre Feed the Goat.

Goater a deux filles, Amaya et Anais (nées le 3 octobre 2000 à Wythenshawe, Manchester) avec sa femme et amour de jeunesse Anita. En 2003, il est fait membre de l'Ordre de l'Empire britannique (MBE) par la Reine Élisabeth II pour son travail dans le sport et avec les jeunes aux Bermudes. La même année, il fonde un camp de football annuel pour les enfants des Bermudes nommée Shaun Goater Grass-roots Soccer Festival. Son autobiographie, Feed the Goat, est sortie en septembre 2006.
Depuis 2007, Goater est également investisseur dans plusieurs branches sur son île natale. Il possède des actions dans des sociétés de télécommunication, d'aviation et d'asphalte aux Bermudes et gère le développement des affaires pour l'entreprise East End.

## Statistiques

### En club
Le tableau suivant récapitule les statistiques de Shaun Goater durant sa carrière professionnelle.
| Saison                | Club                  | Championnat           | Championnat | Championnat | Coupe nationale | Coupe nationale | Coupe de la Ligue | Coupe de la Ligue | Compétition(s) continentale(s) | Compétition(s) continentale(s) | Compétition(s) continentale(s) | Total | Total |
| Saison                | Club                  | Division              | M.          | B.          | M.              | B.              | M.                | B.                | Comp.                          | M.                             | B.                             | M.    | B.    |
| 1989-1990             | Manchester United     | First Division        | 0           | 0           | -               | -               | -                 | -                 | -                              | -                              | -                              | 0     | 0     |
| Sous-total            | Sous-total            | Sous-total            | 0           | 0           | -               | -               | -                 | -                 | -                              | -                              | -                              | 0     | 0     |
| 1989-1990             | Rotherham United      | Third Division        | 12          | 2           | -               | -               | -                 | -                 | -                              | -                              | -                              | 12    | 2     |
| 1990-1991             | Rotherham United      | Third Division        | 22          | 2           | -               | -               | -                 | -                 | -                              | -                              | -                              | 22    | 2     |
| 1991-1992             | Rotherham United      | Fourth Division       | 24          | 9           | -               | -               | -                 | -                 | -                              | -                              | -                              | 24    | 9     |
| 1992-1993             | Rotherham United      | Second Division       | 23          | 7           | -               | -               | -                 | -                 | -                              | -                              | -                              | 23    | 7     |
| 1993-1994             | Rotherham United      | Second Division       | 39          | 13          | -               | -               | -                 | -                 | -                              | -                              | -                              | 39    | 13    |
| 1994-1995             | Rotherham United      | Second Division       | 45          | 19          | -               | -               | -                 | -                 | -                              | -                              | -                              | 45    | 19    |
| 1995-1996             | Rotherham United      | Second Division       | 44          | 18          | -               | -               | -                 | -                 | -                              | -                              | -                              | 44    | 18    |
| Sous-total            | Sous-total            | Sous-total            | 209         | 70          | -               | -               | -                 | -                 | -                              | -                              | -                              | 209   | 70    |
| 1993-1994             | Notts County (prêt)   | First Division        | 1           | 0           | -               | -               | -                 | -                 | -                              | -                              | -                              | 1     | 0     |
| Sous-total            | Sous-total            | Sous-total            | 1           | 0           | -               | -               | -                 | -                 | -                              | -                              | -                              | 1     | 0     |
| 1996-1997             | Bristol City          | Second Division       | 42          | 23          | 1               | 0               | 4                 | 1                 | -                              | -                              | -                              | 47    | 24    |
| 1997-1998             | Bristol City          | Second Division       | 33          | 17          | -               | -               | -                 | -                 | -                              | -                              | -                              | 33    | 17    |
| Sous-total            | Sous-total            | Sous-total            | 75          | 40          | 1               | 0               | 4                 | 1                 | -                              | -                              | -                              | 80    | 41    |
| 1997-1998             | Manchester City       | First Division        | 7           | 3           | 0               | 0               | 0                 | 0                 | -                              | -                              | -                              | 7     | 3     |
| 1998-1999             | Manchester City       | Second Division       | 43          | 17          | 4               | 1               | 3                 | 2                 | -                              | -                              | -                              | 50    | 20    |
| 1999-2000             | Manchester City       | First Division        | 40          | 23          | 4               | 1               | 3                 | 2                 | -                              | -                              | -                              | 47    | 26    |
| 2000-2001             | Manchester City       | Premier League        | 26          | 6           | 3               | 3               | 3                 | 2                 | -                              | -                              | -                              | 32    | 11    |
| 2001-2002             | Manchester City       | First Division        | 42          | 28          | 2               | 2               | 2                 | 2                 | -                              | -                              | -                              | 46    | 32    |
| 2002-2003             | Manchester City       | Premier League        | 26          | 7           | 1               | 0               | 2                 | 0                 | -                              | -                              | -                              | 29    | 7     |
| Sous-total            | Sous-total            | Sous-total            | 184         | 84          | 12              | 9               | 13                | 8                 | -                              | -                              | -                              | 209   | 101   |
| 2003-2004             | Reading               | First Division        | 34          | 12          | -               | -               | -                 | -                 | -                              | -                              | -                              | 34    | 12    |
| 2004-2005             | Reading               | Championship          | 9           | 0           | -               | -               | -                 | -                 | -                              | -                              | -                              | 9     | 0     |
| Sous-total            | Sous-total            | Sous-total            | 43          | 12          | -               | -               | -                 | -                 | -                              | -                              | -                              | 43    | 12    |
| 2004-2005             | Coventry City (prêt)  | Championship          | 6           | 0           | -               | -               | -                 | -                 | -                              | -                              | -                              | 6     | 0     |
| Sous-total            | Sous-total            | Sous-total            | 6           | 0           | -               | -               | -                 | -                 | -                              | -                              | -                              | 6     | 0     |
| 2005-2006             | Southend United       | League One            | 33          | 11          | -               | -               | -                 | -                 | -                              | -                              | -                              | 33    | 11    |
| Sous-total            | Sous-total            | Sous-total            | 33          | 11          | -               | -               | -                 | -                 | -                              | -                              | -                              | 33    | 11    |
| 2007                  | Bermuda Hogges        | USL Second Division   | 8           | 3           | -               | -               | -                 | -                 | -                              | -                              | -                              | 8     | 3     |
| 2008                  | Bermuda Hogges        | USL Second Division   | 1           | 0           | -               | -               | -                 | -                 | -                              | -                              | -                              | 1     | 0     |
| Sous-total            | Sous-total            | Sous-total            | 9           | 3           | -               | -               | -                 | -                 | -                              | -                              | -                              | 9     | 3     |
| Total sur la carrière | Total sur la carrière | Total sur la carrière | 567         | 221         | 12              | 9               | 13                | 8                 | -                              | -                              | -                              | 592   | 238   |

### Buts internationaux
Le tableau suivant récapitule les buts de Shaun Goater avec l'équipe des Bermudes,,,. Le score en gras est celui des Bermudes. La liste n'est pas complète dû au manque d'archives de la fédération des Bermudes.
| But | Date              | Stade, ville, pays                                   | Adversaire                | Résultat | Match, compétition                                    |
| --- | ----------------- | ---------------------------------------------------- | ------------------------- | -------- | ----------------------------------------------------- |
| 1er | 12 avril 1989     | Stade national de Barbade, Saint Michael, Barbade    | Barbade                   | V 2-1    | Amical                                                |
| 2e  | 13 mai 1990       | Bones Park, Castries, Sainte-Lucie                   | Sainte-Lucie              | V 2-0    | Éliminatoires de la Coupe caribéenne des nations 1990 |
| 3e  | 13 mai 1990       | Bones Park, Castries, Sainte-Lucie                   | Sainte-Lucie              | V 2-0    | Éliminatoires de la Coupe caribéenne des nations 1990 |
| 4e  | 4 février 1992    | Bermuda National Stadium, Devonshire, Bermudes       | Norvège                   | D 1-3    | Amical                                                |
| 5e  | 26 avril 1992     | Bermuda National Stadium, Devonshire, Bermudes       | Haïti                     | V 1-0    | Éliminatoires de la Coupe du monde 1994               |
| 6e  | 24 mai 1992       | Stade Sylvio-Cator, Port-au-Prince, Haïti            | Haïti                     | D 2-1    | Éliminatoires de la Coupe du monde 1994               |
| 7e  | 20 juin 1992      | Old Dominion Soccer Complex, Norfolk, États-Unis     | États-Unis                | N 1-1    | Amical                                                |
| 8e  | 4 juillet 1992    | Bermuda National Stadium, Devonshire, Bermudes       | Antigua-et-Barbuda        | V 2-1    | Éliminatoires de la Coupe du monde 1994               |
| 9e  | 4 juillet 1992    | Bermuda National Stadium, Devonshire, Bermudes       | Antigua-et-Barbuda        | V 2-1    | Éliminatoires de la Coupe du monde 1994               |
| 10e | 1er novembre 1992 | Estadio Cuscatlán, San Salvador, Salvador            | Salvador                  | D 4-1    | Éliminatoires de la Coupe du monde 1994               |
| 11e | 8 novembre 1992   | Independence Park, Kingston, Jamaïque                | Jamaïque                  | D 3-2    | Éliminatoires de la Coupe du monde 1994               |
| 12e | 15 novembre 1992  | Swangard Stadium, Burnaby, Canada                    | Canada                    | D 4-2    | Éliminatoires de la Coupe du monde 1994               |
| 13e | 5 mars 2000       | Sherley Ground, Road Town, Îles Vierges britanniques | Îles Vierges britanniques | V 5-1    | Éliminatoires de la Coupe du monde 2002               |
| 14e | 5 mars 2000       | Sherley Ground, Road Town, Îles Vierges britanniques | Îles Vierges britanniques | V 5-1    | Éliminatoires de la Coupe du monde 2002               |
| 15e | 5 mars 2000       | Sherley Ground, Road Town, Îles Vierges britanniques | Îles Vierges britanniques | V 5-1    | Éliminatoires de la Coupe du monde 2002               |
| 16e | 31 mars 2004      | Bermuda National Stadium, Devonshire, Bermudes       | Nicaragua                 | V 3-0    | Amical                                                |
| 17e | 31 mars 2004      | Bermuda National Stadium, Devonshire, Bermudes       | Nicaragua                 | V 3-0    | Amical                                                |

## Palmarès et distinctions

### Comme joueur
Goater remporte son premier trophée sous le maillot de Rotherham United, avec qui il gagne le Football League Trophy en 1996. Avec Manchester City, il remporte les barrages de troisième division anglaise en 1999 avant de gagner la First Division en 2002,. Il met la main sur son dernier trophée en 2006, alors qu'il remporte la Football League One avec Southend United.
Alors qu'il joue à Bristol City, Goater est sélectionné dans l'équipe de la saison de Second Division en 1998. À l'issue de la saison 1999-2000, les supporters de Manchester City le nomment joueur du club de l'année. Lors de la saison 2001-2002, son titre de meilleur buteur de First Division lui permet une sélection dans l'équipe de la saison de First Division.
Avec 101 buts en 209 matchs, Goater intègre le Manchester City Hall of Fame en 2006, où son nom figure aux côtés de légendes du club tel que Bert Trautmann, Colin Bell ou Billy Meredith.

### Comme entraîneur

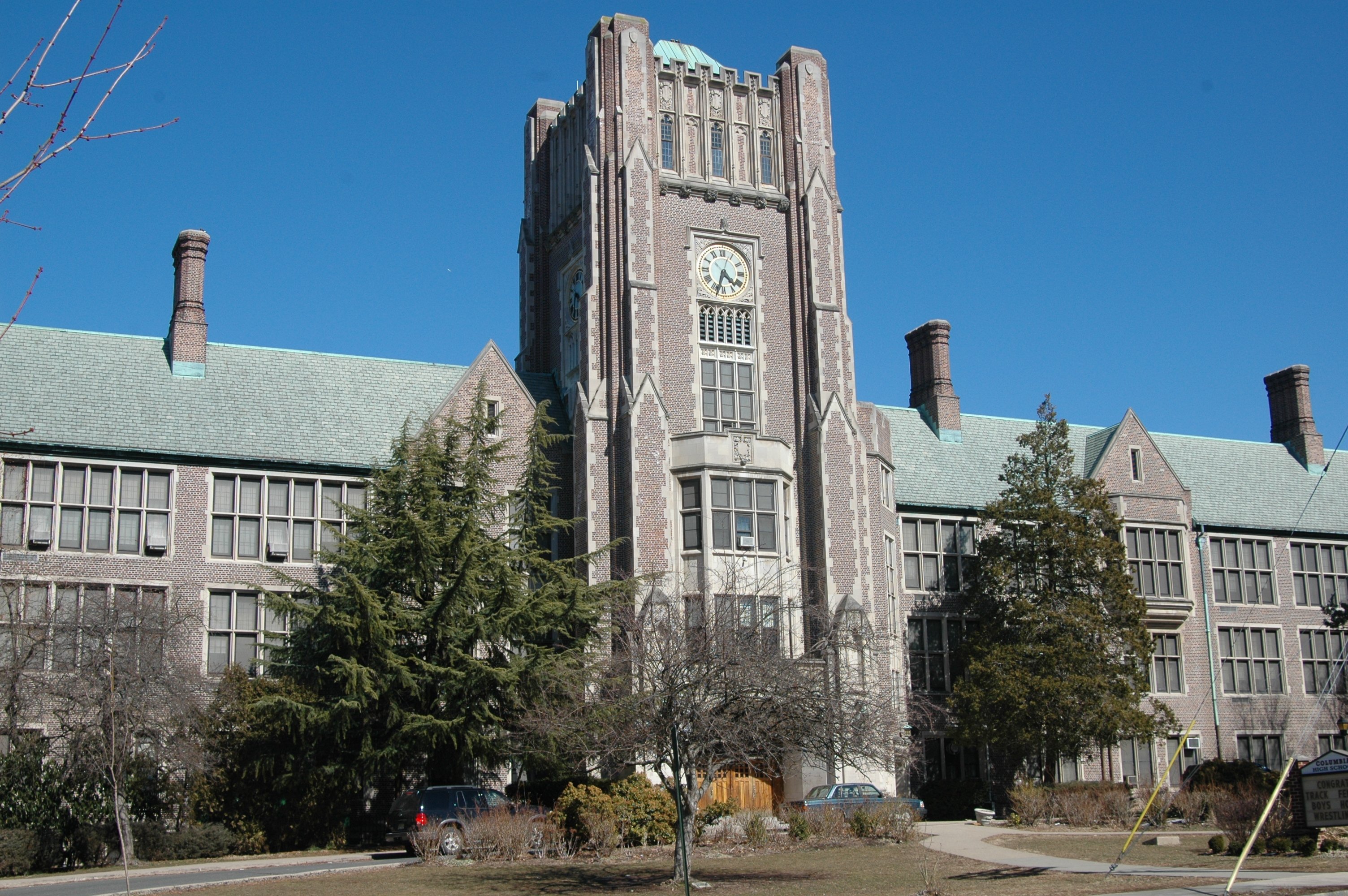
C'est dans sa ville natale d'Hamilton que Goater gagne ses premiers trophées en tant qu'entraîneur.

Alors qu'il entraîne le North Village Community Club, Goater remporte le championnat des Bermudes 2011 et perd une finale de coupe des Bermudes en 2012. Il gagne également trois Friendship Trophy d'affilée entre 2009 et 2012, deux titres Dudley Eve en 2010 et 2011 et une Charity Cup,.